# منطقه تان هنگ
منطقه‌تان هنگ (به لاتین: Tân Hồng District) یک منطقهٔ مسکونی در ویتنام است که در مکونگ دلتا واقع شده‌است.

## خصوصیات
منطقه‌تان هنگ ۲۹۱٫۵ کیلومترمربع مساحت و ۷۹٬۳۲۱ نفر جمعیت دارد.